# Ungsumalynn Sirapatsakmetha
Ungsumalynn Sirapatsakmetha (tiếng Thái: อังศุมาลิน สิรภัทรศักดิ์เมธา, phiên âm: Ang-su-ma-lin Si-ra-bát-sác-me-tha, sinh ngày 13 tháng 7 năm 1991) còn có biệt danh là Pattie (แพทตี้), là một nữ diễn viên và người mẫu người Thái gốc Hoa. Cô được biết đến qua các bộ phim như Hormones (2008), Bangkok Traffic (Love) Story (2009), Tuổi nổi loạn (2013–2014), Princess Hours (2017), Năm tháng vội vã (2019)...

## Các phim đã tham gia

### Phim điện ảnh
| Năm  | Tên gốc                      | Vai                  | Ghi chú   |
| ---- | ---------------------------- | -------------------- | --------- |
| 2008 | Hormones                     | Nana                 | Vai chính |
| 2008 | SHE                          | Prae                 | Phim ngắn |
| 2009 | Best of Times                |                      | Vai phụ   |
| 2009 | Bangkok Traffic (Love) Story | Plern                | Vai phụ   |
| 2010 | Pattie & The Swollen         | Pattie               | Phim ngắn |
| 2011 | Bangkok Sweety               | Matae                | Vai phụ   |
| 2012 | Valentine Sweety             | Matae                | Vai phụ   |
| 2012 | Seven Something              | Đội trưởng đội cổ vũ | Khách mời |
| 2012 | Sat2Mon                      | Pheng (Duonpheng)    | Vai chính |
| 2014 | Find Someone Special         | Fai                  | Phim ngắn |
| 2022 | Fearless Love                | Ploy                 | Vai chính |

### Phim truyền hình
| Năm       | Tên gốc                             | Tên tiếng Việt              | Vai                             | Đóng với                                | Đài                |
| --------- | ----------------------------------- | --------------------------- | ------------------------------- | --------------------------------------- | ------------------ |
| 2008      | Moradok Bunterng                    |                             | Plern                           |                                         | CH7                |
| 2009      | Spy The Series (Sai Lab the Series) | Điệp viên                   | Amm                             |                                         | CH9                |
| 2010      | Hua Jai Ploy Jone                   | Đánh cắp thân phận          | Noo Dee                         | Ratchanont Suprakob                     | CH5                |
| 2013      | Carabao                             |                             |                                 | Gornpop Janjaroen                       | CH9                |
| 2013–2015 | Hormones: The Series                | Tuổi nổi loạn               | Khongkwan "Kwan" Dilokthamsakul | Pachara Chirathivat                     | GMM One GTH On Air |
| 2014      | Naruk                               | Chuyện tình hoàng gia       | Lolita                          | Chantavit Dhanasevi                     | CH5                |
| 2015      | Namthaa Kammathep                   | Nước mắt Cupid              | Araya Wiwatthananonth           | Sunny Suwanmethanon                     | GMM 25             |
| 2015      | Torfun Kub Marvin                   | Vươn tới vì sao             | Torfun Boonyapat                | Korn Sirisorn                           | GMM One            |
| 2015      | Love Flight                         | Tình yêu nơi chân trời      | Plaifah / "Fah"                 | Puttichai Kasetsin                      | GMM 25             |
| 2017      | Lost in Kiriwong                    | Lạc lối ở Kiriwong          | Nam                             | Krissanapoom Pibulsonggram              | GMM One            |
| 2017      | Princess Hours                      | Hoàng cung (ver Thái)       | Kaning                          | Sattaphong Phiangphor                   | True4U             |
| 2018      | I Sea U                             | Sea: Tôi yêu em             | Talay                           | Vachirawit Chivaaree & Jesse Mekwattana | True4U             |
| 2018      | Ngao                                | Luật nhân quả               | Charoenkwan                     | Athichart Chumnanon                     | GMM 25             |
| 2019      | Fleet of Time                       | Năm tháng vội vã (ver Thái) | Fang                            | Thiti Mahayotaruk                       | GMM 25             |
| 2019      | Sapai TKO                           | Nàng dâu bão táp            | Rakfah                          | Worrawech Danuwong                      | GMM 25             |

## Giải thưởng và đề cử
| Năm  | Giải thưởng                    | Hạng mục                    | Tác phẩm được đề cử          | Kết quả   |
| ---- | ------------------------------ | --------------------------- | ---------------------------- | --------- |
| 2009 | Top Awards 2008                | Best Breakout Actress       | Hormones                     | Đề cử     |
| 2010 | Top Awards 2009                | Best Breakout Movie Actress | Bangkok Traffic (Love) Story | Đoạt giải |
| 2010 | Star Entertainment Awards 2010 | Best Supporting Actress     | Bangkok Traffic (Love) Story | Đề cử     |
| 2010 | Kazz Awards 2010               | Favorite Actress            | —                            | Đoạt giải |
| 2010 | 7th Hamburger Awards           | Best Supporting Actress     | Bangkok Traffic (Love) Story | Đề cử     |